# Масло мяты луговой

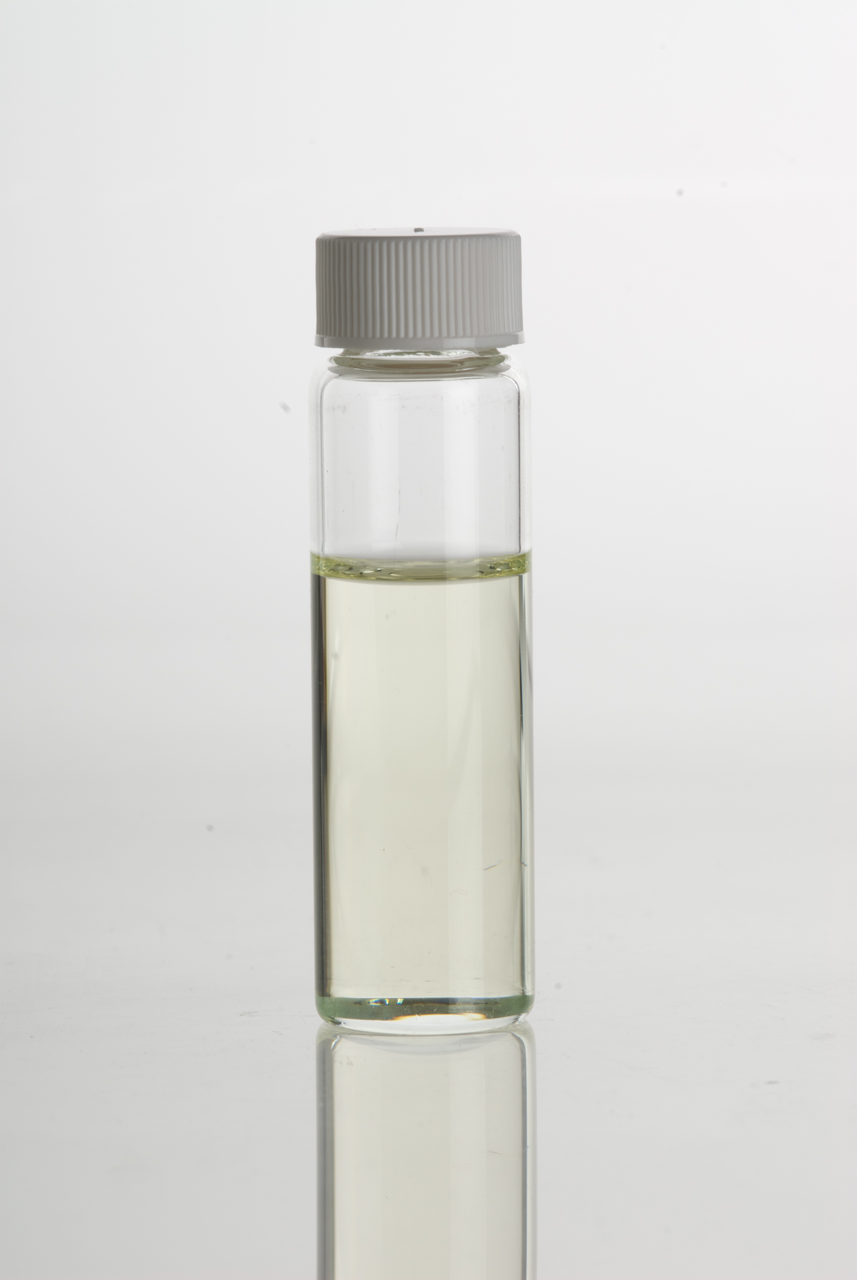
Масло мяты луговой

Масло мяты луговой — эфирное масло, содержится в цветущих растениях луговой мяты (Mentha arvensis L.), культивируемой в Бразилии, Китае, Корее, Японии, США, России и других странах.

## Свойства
Эфирное масло мяты луговой — светло—жёлтая жидкость с древесным запахом, при охлаждении застывает. Растворимо в этаноле (1:4 — 70%-м), бензилбензоате, диэтилфталате, растительных маслах; малорастворимо в пропиленгликоле и минеральных маслах; почти нерастворимо в воде. 
| {\displaystyle {\mbox{d}}_{4}^{20}} | {\displaystyle [{\mbox{n}}]_{\mbox{D}}^{20}} | {\displaystyle [\alpha ]_{\mbox{D}}^{20}} |
| ----------------------------------- | -------------------------------------------- | ----------------------------------------- |
| 0,8981 ÷ 0,9133                     | 1,460 ÷ 1,467                                | -30 ÷ -33                                 |

## Химический состав
В состав масла входят ментол, (-)-лимонен, α-пинен, камфен, кариофиллен, октанол, тимол, изовалериановый альдегид, фурфурол, ментон, ментенон, пиперитон, изовалериановая и капроновая кислоты и другие компоненты.

## Получение
Получают из надземной части цветущих растений путём отгонки с паром, выход масла 1,3—1,6%.
Основные производители — США, Япония, Китай, Бразилия.

## Применение
Применяют для выделения ментола, как компонент отдушек средств для ухода за полостью рта, в фармацевтической промышленности, как компонент винно-водочных, кондитерских и ряда других изделий.